# Giovanni Battista Paggi

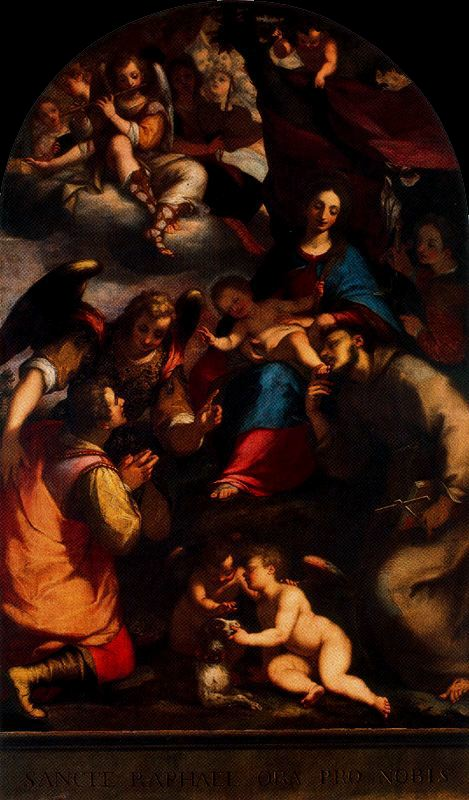
Virgen con el Niño, San Antonio de Padua, Tobías y el arcángel San Rafael.

Giovanni Battista Paggi (Génova, 27 de febrero de 1554 - Génova, 12 de marzo de 1627) fue un pintor manierista italiano.

## Biografía
Nacido en el seno de una familia recientemente ennoblecida, parece que la formación de Paggi fue eminentemente autodidacta, aunque Luca Cambiaso fue un referente en su arte. Su obra temprana también revela el conocimiento de la obra de los maestros toscanos como el Cigoli, Domenico Passignano, Pietro Sorri o Aurelio Lomi.
Todavía muy joven (1581), una disputa con uno de sus patrones, al que hirió de muerte a raíz de una discusión sobre sus honorarios, le obligó a huir de su patria para acogerse a la protección del gran duque de Toscana, Francisco I de Medici. Establecido de esta manera en Florencia, realizó numerosos trabajos en la corte medicea, como decoraciones efímeras para festividades, retratos y piezas de altar para diversas instituciones eclesiásticas. Desde 1586 perteneció a la Accademia del Disegno.
Paggi instaló su estudio en un inmueble propiedad de Federico Zuccaro. Durante su fase florentina pintó también obras para diversas localidades de la Toscana, como las catedrales de San Gimignano (c. 1590), Pistoia (1591-1593) y Lucca (1597-1598). Su pintura, dotada de una gran elegancia formal, le confirió un gran prestigio en su época. En su etapa madura, Paggi acusa la influencia de maestros lombardos contemporáneos, sobre todo del Cerano.
Gracias a la protección de los Doria, Paggi pudo volver definitivamente a Génova en 1599. Abrió un prestigioso taller donde se formaron numerosos pintores, activos en la época del barroco genovés, entre ellos Domenico Fiasella, Giulio Benso, Sinibaldo Scorza, Giovanni Andrea Podestà o Giovanni Benedetto Castiglione, el Grechetto.
Giovanni Battista Paggi murió el 11 de marzo de 1627 en su ciudad natal, siendo enterrado en la basílica de la Santissima Annunziata del Vastato en una tumba que fue destruida durante un bombardeo durante la Segunda Guerra Mundial. La ciudad de Génova honra su memoria con una calle en el distrito de San Fruttuoso.

## Obras destacadas
- Esther ante Asuero (1575, Colección particular)
- Venus y Cupido (c. 1581, Dulwich Picture Gallery, Londres)
- Milagro de Santa Catalina (1582, Capilla Gaddi, Santa Maria Novella, Florencia), fresco.
- Retrato de Piero de' Medici (1586, Uffizi, Florencia)
- Martirio de San Andrés (1590, Sant'Agostino, Loano)
- Virgen con el Niño entre San Antonio de Padua, Tobías y el arcángel Rafael (1592, San Michele a San Salvi, Florencia)
- Autorretrato (1595-1599, Uffizi, Corredor Vasariano, Florencia)
- Horacio Cocles en el puente Sublicio (1596, Colección particular)
- Anunciación (1597, Catedral de San Martino, Lucca)
- Martirio de San Sebastián (1605, Santissima Annunziata, Florencia)
- Crucifixión con santos (1610, Catedral de Pisa)
- Virgen del Rosario (1615, Accademia Ligustica, Génova)
- Ultima comunión de San Buenaventura (1615, Albergo dei Poveri, Génova)